# Vulpavus
Vulpavus is een geslacht van uitgestorven roofdieren behorend tot de miaciden. Dit dier leefde tijdens het Vroeg-Eoceen in Noord-Amerika.

## Fossiele vondsten
Fossielen van Vulpavus zijn gevonden in de Verenigde Staten (Alabama, Colorado, New Mexico, Wyoming) en Canada (Margaret-formatie in Northwest Territories) en zijn 55 tot 37 miljoen jaar oud. Het dier is met name bekend van vondsten uit de Willwood-formatie.

## Kenmerken
Vulpavus was een boombewonend dier en goed aangepast aan het klimmen. De leefwijze was vergelijkbaar met die van de hedendaagse rode neusbeer. Met een gewicht van 3,4 tot 6,6 kilogram, bepaald op basis van de grootte van het opperarmbeen en dijbeen, had Vulpavus ook het formaat van dit dier. Vulpavus joeg waarschijnlijk op kleine, boomlevende dieren zoals opossums en knaagdieren.